# Ademar Frederico Duwe
Ademar Frederico Duwe (Jaraguá do Sul, 11 de junho de 1938 — Jaraguá do Sul, 12 de março de 2021) foi um empresário e político brasileiro.
Era casado com Ingrid Kreutzfeld Duwe.
Foi deputado estadual para a Assembleia Legislativa de Santa Catarina na Lista dos deputados estaduais de Santa Catarina - 11ª legislatura (1987 — 1991).
Morreu na madrugada do dia 12 de março de 2021, aos 82 anos de idade.